# International School of Lausanne
L’International School of Lausanne (ISL) est une école privée internationale basée au Mont-sur-Lausanne, en Suisse

## Histoire
Fondée en 1962 afin de répondre à la demande de la communauté anglophone, l’English School of Lausanne s’est ouverte avec sept élèves dans la salle de répétition du théâtre municipal de Lausanne.
L’année suivante, l’école est renommée The Commonwealth-American School et déménage à Pully. Cinq ans plus tard, l’école compte déjà 100 élèves de 9 pays différents. 
En 1977, malgré une situation financière précaire due à la crise pétrolière, l’école fait construire un nouveau bâtiment sur son terrain. John Curtis devint directeur et reste à la tête de l’école pendant dix ans. Robert Landau lui succède de 1988 à 1997, année durant laquelle Simon Taylor fut alors désigné directeur de l’école, nouvellement rebaptisée International School of Lausanne. Depuis 2005 et le déménagement de l´école dans son nouveau campus du Mont-sur-Lausanne, une cinquantaine de pays sont représentés dans le corps estudiantin. 

## Programme
L’ISL offre le programme du baccalauréat international (BI) et délivre un enseignement en anglais à 600 étudiants de 3 à 18 ans. L’école est accréditée par les associations CIS & NEASC.